# Ермаченко, Александр Валерьевич
Алекса́ндр Вале́рьевич Ермаче́нко (укр. Єрмаченко Олександр Валерійович; род. 29 января 1993, Ждениево, Закарпатская область) — украинский футболист, полузащитник.

## Клубная карьера
Первые шаги своей футбольной карьеры он делал в детской школе «Динамо», куда пришёл в 2002 году. В «Динамо» Ермаченко получал футбольное воспитание у многих тренеров. Первыми были Юрий Ястребинский и Виталий Хмельницкий. Кроме них, Ермаченко занимался под руководством Евгения Рудакова и Валерия Шабельникова.
В 13 лет Александра отчислили из школы «Динамо», и он отправился в Ильичёвск, где с 2007 по 2009 год в ДЮФЛ выступал за местный «Монолит». После того как клуб распался по финансовым причинам, Ермаченко оказался в команде «БРВ-ВИК» из Владимира-Волынского, за которую в чемпионате ДЮФЛ играл до 2010 года. Тогда талантливого юношу заметил Александр Томах, который пригласил его в моршинскую «Скалу» из второй лиги.
За свою первую профессиональную команду Ермаченко дебютировал 23 марта 2010 года в домашнем матче Кубка Лиги против «Карпат-2» (1:2), в котором сразу же отметился забитым мячом. Дебютировал во второй лиге 10 апреля 2010, также в домашнем матче с «Карпатами-2». За период концовки сезона 2009/10 и первой части следующего 2010/11 футбольного года он провёл в составе «Скалы» 18 матчей, в которых забил 5 мячей. По итогам первого круга сезона Ермаченко был признан лучшим нападающим клуба, и уже в зимнее межсезонье им заинтересовались донецкий «Шахтер» и киевское «Динамо». Ермаченко решил вернуться в родной «Динамо», где стал выступать в первой лиге за «Динамо-2», заплатило за игрока 1 миллион гривен.
Вернувшись в столицу Александр получил положительную характеристику от старшего тренера «Динамо-2» Андрея Гусина. Свой первый официальный матч в футболке «Динамо-2» Ермаченко провёл 19 марта 2011 года в победном матче против винницкой «Нивы». Однако по возвращении Ермаченко долгое время не мог сыграть. Несмотря на частые вызовы в юношескую сборную Украины, в составе «Динамо-2» он так и не смог закрепиться.
Во второй части сезона 2010/11 Ермаченко провёл девять матчей, преимущественно выходя на замену. А за весь следующий сезон он появился на поле лишь пять раз. Причиной тому послужили травмы. Самой серьезной было повреждение колена, после чего молодой игрок выбыл на длительный срок.
В первой части сезона 2012/13 Ермаченко сыграл в семи матчах, все время выходя на замену, но в начале 2013 года Ермаченко заявил о себе в составе команды Андрея Гусина на Мемориале Макарова 2013. Он забил два мяча и отдал 6 голевых передач, причем одну из них в финале. В решающем матче он вышел на замену и стал одним из лучших в день своего 20-летия, выиграв вместе с «Динамо-2» почётный трофей.
Однако в чемпионате дела так и не улучшились. Летом Гусина на посту тренера сменил Александр Хацкевич, и Ермаченко оказался вне состава, из-за чего вынужден был поддерживать форму в чемпионате Киевской области, играя за «РВУФК».
В начале 2014 года Ермаченко был среди потенциальных новичков «Оболони-Бровар», однако в итоге футболист оказался в другом второлиговом коллективе — днепродзержинской «Стали».
В 2016 году выиграл Кубок Молдавии вместе с «Зарёй» Бельцы.
В августе 2016 стал игроком грузинского клуба «Зугдиди».

## Международная карьера
Александр Ермаченко был игроком юношеской сборной Украины 1993 года рождения (U-18). В составе этой сборной сыграл четыре матча на Мемориале Гранаткина в январе 2011 года, где сборная Украины заняла третье место, а Ермаченко получил приз лучшему полузащитнику соревнований. Также за сборную этой возрастной категории сыграл два товарищеских матча против сверстников из Черногории, которые состоялись 15 и 17 марта 2011.
После этого стал выступать исключительно за юношескую сборную U-19, в составе которой до 2012 года провёл 7 матчей, в которых забил два гола.